# Gavicalis virescens
Gavicalis virescens là một loài chim trong họ Meliphagidae.